# Nykyfor Kaltschenko
Nykyfor Tymofijowytsch Kaltschenko (* 27. Januarjul. / 9. Februar 1906greg. in Koschmaniwka (Кошманівка) bei Maschiwka, Gouvernement Poltawa im Russischen Kaiserreich; † 14. Mai 1989 in Kiew, Ukrainische SSR) war ein ukrainisch-sowjetischer Politiker und von 1954 bis 1961 Vorsitzender des Ministerrates (Regierungschef) der Ukrainischen Sozialistischen Sowjetrepublik.

## Lebenslauf
1932 trat Kaltschenko in die KPdSU ein.
Während des Deutsch-Sowjetischen Krieges war er Mitglied des Militärrates in verschiedenen Armeen der Roten Armee, zuletzt im Range eines Generalleutnants.
Vom 15. Januar 1954 bis zum Februar 1961 war er in Nachfolge von Demjan Korottschenko Vorsitzender des Ministerrates (Ministerpräsident) der Ukrainischen SSR. In diesem Amt wurde er von Wolodymyr Schtscherbyzkyj abgelöst. Vom 4. August 1966 bis zum 15. März 1976 war er
Kandidat des Zentralkomitees der KPdSU.
Im Februar 1976 ging er in den Ruhestand. 
Nykyfor war der Vater der Bildhauerin Halyna Kaltschenko (1926–1975). Er starb am 14. Mai 1989 in Kiew und wurde auf dem Baikowe-Friedhof beerdigt.

## Ehrungen
Kaltschenko wurde der Rotbannerorden, der Titel Held der Sozialistischen Arbeit, der Orden der Oktoberrevolution, dreimal der Lenin-Orden sowie zweimal der Bogdan-Chmelnizki-Orden 1. Klasse verliehen.